# Papyrus (Comicreihe)
Papyrus ist eine seit 1974 erscheinende belgische Comicreihe, deren Autor und Zeichner der Belgier Lucien de Gieter ist. Bekannt ist sie vor allem im frankobelgischen Raum, wo bisher 33 Bände in der Originalsprache Französisch veröffentlicht wurden. Laut Aussage des Autors beendet dieser seine Arbeit an dieser Comicreihe nach Vollendung des 33. Bandes, der im April 2015 erschien. Auf Deutsch erschienen die ersten 3 Bände, während mittlerweile auch 7 Bände auf Englisch erhältlich sind. In Spanisch sind 4 Sammelbände mit je 3 Geschichten erschienen.
Seit 1998 existiert auch eine 52 Folgen umfassende gleichnamige Zeichentrickserie, die lose auf dieser Comicreihe basiert und auch in Deutschland ausgestrahlt wurde. 2020 veröffentlichte Pidax Film die Zeichentrickserie auf zwei DVD-Boxen.

## Handlung
Die Handlung spielt im alten Ägypten zur Zeit der Pharaonen. Papyrus, ein ägyptischer Junge, erhält von den Göttern Ägyptens ein magisches Schwert und den Auftrag, die Prinzessin Theti-Cheri, Tochter des Pharaos und Erbin des Thrones, zu beschützen. Dabei geraten die beiden immer wieder in abenteuerliche und gefährliche Situationen, in denen oftmals die Hilfe der Götter notwendig ist. Weitere Figuren und gute Freunde von Papyrus und Theti-Cheri, die in den Comics neben den beiden regelmäßig auftreten, sind der einbeinige Junge Imhotep sowie der kleinwüchsige Puin mit seinem Esel Khamelot. Der in der Zeichentrickserie im Mittelpunkt stehende Kampf gegen den Gott Seth und seine Anhänger, die Ägypten beherrschen wollen, kommt in der Comicreihe allerdings nicht vor.

## Veröffentlichungen in verschiedenen Sprachen
Französisch (Dupuis Verlag)
1. La Momie engloutie
2. Le Maître des trois portes
3. Le Colosse sans visage
4. Le Tombeau de Pharaon
5. L’Égyptien blanc
6. Les Quatre Doigts du Dieu Lune
7. La Vengeance des Ramsès
8. La Métamorphose d’Imhotep
9. Les Larmes du géant
10. La Pyramide noire
11. Le Pharaon maudit
12. L’Obélisque
13. Le Labyrinthe
14. L’Île Cyclope
15. L’Enfant hiéroglyphe
16. Le Seigneur des crocodiles
17. Toutânkhamon le pharaon assassiné
18. L’Œil de Rê
19. Les Momies maléfiques
20. La Colère du grand sphinx
21. Le Talisman de la grande pyramide
22. La Prisonnière de Sekhmet
23. Le Cheval de Troie
24. La Main pourpre
25. Le Pharaon fou
26. Le Masque d'Horus
27. La Fureur des Dieux
28. Les Enfants d’Isis
29. L’Île de la reine morte
30. L’Oracle
31. L’Or de Pharaon
32. Le Taureau de Montou
33. Papyrus pharaon

Englisch (Cinebook Verlag)
1. The Rameses Revenge (2007); Übersetzung von Band 7
2. Imhotep's Transformation (2008); Übersetzung von Band 8
3. Tutankhamun - The Assassinated Pharao (2009); Übersetzung von Band 17
4. The Evil Mummies (2010); Übersetzung von Band 19
5. The Anger of the Great Sphinx (2012); Übersetzung von Band 20
6. The Amulet of the Great Pyramid (2015); Übersetzung von Band 21
7. Sekhmet's Captive (2021); Übersetzung von Band 22

Deutsch (Boiselle & Löhmann Verlag, 1989-1990 / Weltbild Verlag, 2000)
1. Die verschollene Mumie / Die versunkene Mumie
2. Der Meister der drei Pforten / Der Herr der drei Tore
3. Der Koloss ohne Gesicht / -